# Cuộc tấn công căn cứ không quân K-1 2019
Cuộc tấn công căn cứ không quân K-1 năm 2019 là một cuộc tấn công bằng tên lửa vào căn cứ không quân K-1 ở tỉnh Kirkuk, Iraq, một trong nhiều căn cứ quân sự của Iraq có binh lính Mỹ của Chiến dịch Quyết tâm (OIR) hoạt động. Căn cứ không quân K-1 đã bị tấn công bởi hơn 30 tên lửa, giết chết một nhà thầu dân sự Mỹ và làm bị thương bốn lính Mỹ và hai nhân viên lực lượng an ninh Iraq. Hoa Kỳ đổ lỗi trách nhiệm cho lực lượng dân quân Kata'ib Hezbollah do Iran hậu thuẫn, một nhóm thuộc Đơn vị Huy động Phổ biến (PMU) của Iraq. Điều này dẫn đến một loạt các sự kiện diễn ra nhanh chóng trong tuần tới, bắt đầu từ sự trả đũa của Mỹ đối với Kata'ib Hezbollah ở Iraq và Syria, giết chết hơn 25 người mà Mỹ mô tả là cuộc không kích chính xác "phòng thủ". Sau đó là một cuộc tấn công vào Đại sứ quán Hoa Kỳ ở Baghdad, dẫn đến một Cuộc không kích gần Sân bay Quốc tế Baghdad, giết chết thiếu tướng Qasem Soleimani của Iran và chỉ huy dân quân Iraq Abu Mahdi al-Muhandis.